# Pholcus tagoman
Pholcus tagoman is een spinnensoort uit de familie trilspinnen (Pholcidae). De soort komt voor in West-Australië en Noordelijk Territorium.